# Войцех Заремба
Войцех Заремба (пол. Wojciech Zaremba) — польський комп'ютерний науковець, співзасновник OpenAI (2016–тепер), де він очолює дослідницьку та мовну групи Codex. Команди активно працюють над ШІ, який пише комп'ютерний код і створює наступників GPT-3 відповідно. Місія OpenAI полягає в створенні безпечного штучного інтелекту (ШІ) і забезпеченні максимально рівномірного розподілу його переваг.

## Раннє життя
Заремба народився в м. Ключборк, Польська Народна Республіка. У юному віці він перемагав на місцевих олімпіадах і нагородах з математики, інформатики, хімії та фізики. У 2007 році Заремба представляв Польщу на Міжнародній математичній олімпіаді у В'єтнамі і виграв срібну медаль.
Заремба навчався у Варшавському університеті та École Polytechnique на факультеті математики та інформатики та закінчив у 2013 році, отримавши два ступені магістра з математики. Потім він розпочав докторську роботу в Нью-Йоркському університеті (NYU) із глибокого навчання під керівництвом Янна Лекуна та Роба Фергуса. Заремба закінчив навчання та отримав ступінь доктора філософії в 2016 році

## Кар'єра
Під час свого навчання на бакалавраті він працював у NVIDIA в епоху перед глибоким навчанням (2008). Його докторську дисертацію розділили між Google Brain, де він провів рік, і Facebook Artificial Intelligence Research, де він провів ще один рік.
Під час свого перебування в Google він став співавтором роботи над конкурентними прикладами для нейронних мереж. Цей результат створив поле змагальних атак на нейронні мережі.
Його докторська робота присвячена співставленню можливостей нейронних мереж із алгоритмічною потужністю програмованих комп'ютерів.
У 2015 році Заремба став одним із співзасновників OpenAI, некомерційної дослідницької компанії штучного інтелекту (ШІ). Метою проекту є створення безпечного штучного інтелекту. В OpenAl Заремба працює менеджером з дослідження робототехніки. Заремба є членом консультативної ради Growbots, стартап-компанії з Силіконової долини, яка прагне автоматизувати процеси продажів за допомогою машинного навчання та штучного інтелекту.

## Відзнаки та нагороди
- Входить до списку найвпливовіших поляків віком до 30 років, польське видання журналу Forbes 2017[21]
- Стипендія Google 2015[22]
- Срібна медаль 48-ї Міжнародної математичної олімпіади, В'єтнам[7]